# Kawaguchisjön

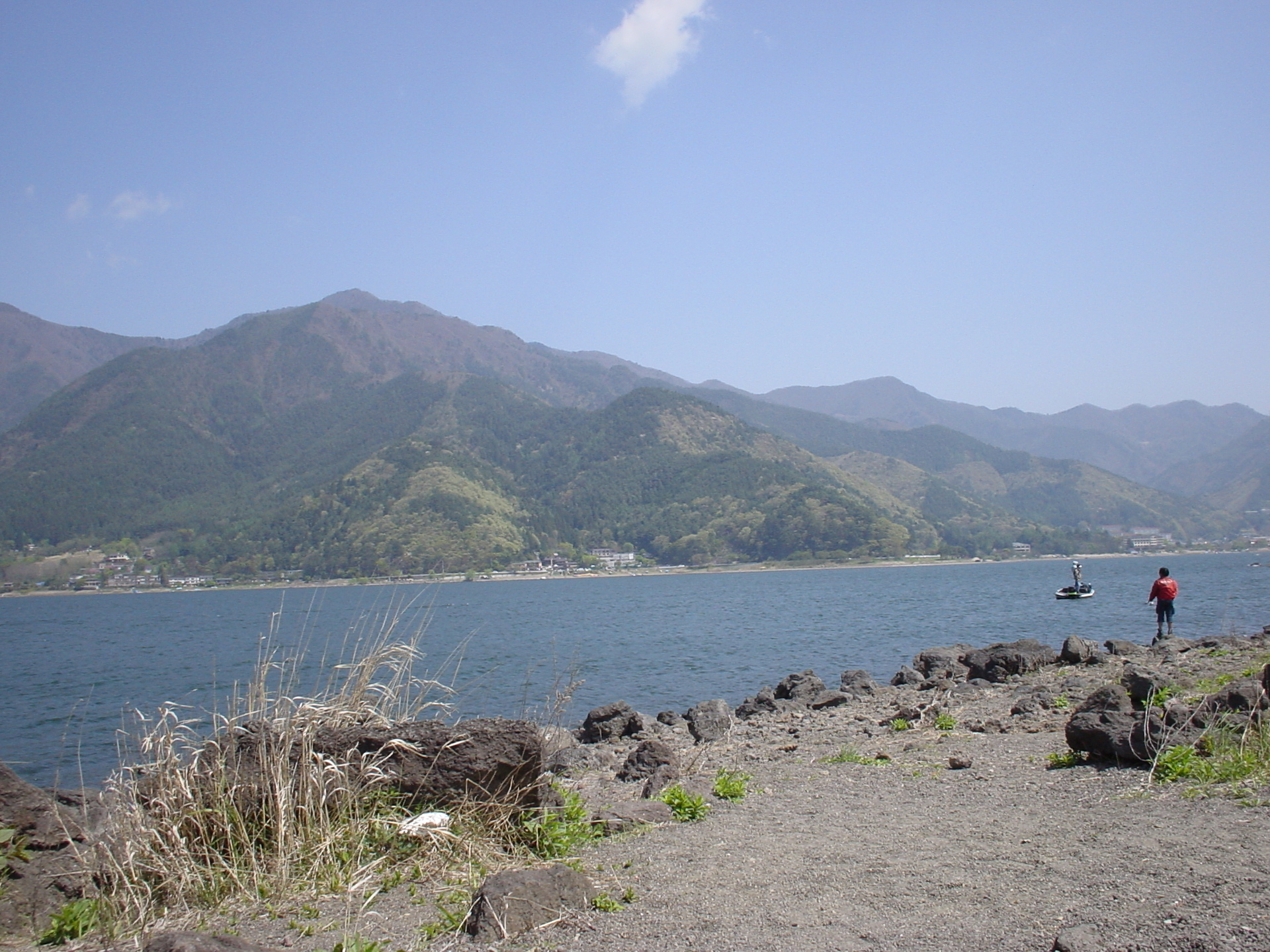
Bild över Kawaguchisjön

Kawaguchisjön (japanska: 河口湖?, Kawaguchi-ko) är en sjö i Fuji goko-området i Japan.

## Geografi
Kawaguchisjön ligger i Yamanashi prefektur och utgör en del i en båge av sjöar runt berget Fujis norra del.
Sjön har en yta på cirka 6,13 km², en omkrets på omkring 20,94 kilometer och ett största djup på 15,2 meter. Den ligger på en höjd av cirka 830 meter över havet och är den enda bland Fuji goko-sjöarna som har en ö.

## Historia
Den 1 februari 1936 grundades Fuji-Hakone-Izu National Park där Kawaguchisjön och övriga Fuji goko ingår.
Området är ett mycket populärt turistområde och besöks årligen av cirka 9 miljoner människor.